# Carl Cunningham-Cole

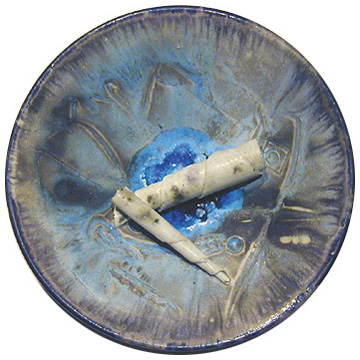
Dead Sea Scrolls (2000)

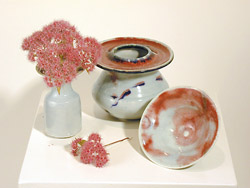
Jingdhezens

Carl Cunningham-Cole, född 1942 i Farnham Surrey i England, död i februari 2015[källa behövs], var en brittisk keramiker. 
Cunningham-Cole utbildade sig först vid Torbay Academy of Art och antogs vid 15 års ålder till Newton Abbot College. Efter att ha bott i Danmark i mitten av 1960-talet och rest runt större delen av Europa tillbringade han tre år i Turkiet, Irak, Pakistan, Indien och Nepal. Han reste längs sidenvägen och besökte Korea, Kina och Japan för att lära sig mer den asiatiska porslinskonsten.
Cunningham-Cole kom till Sverige i början av 1970-talet och bosatte i Algutsboda i Småland. Han arbetade med porslin såväl som sten- och lergods. I början av 2000-talet lyckades Cunningham-Cole i en serie bränningar återskapa en speciell form av persikofärgad glasyr som normalt förknippas med den kinesiska Sungperioden (960-1279). Detta var en stor framgång och hade tagit honom årtionden av efterforskningar att åstadkomma.
2001 gjorde filmaren Johan Robach en dokumentär över hans liv och arbete, Masterpiece – The Art of Carl Cunningham-Cole. Dokumentären har sänts i SVT samt flera utländska tv-kanaler. Cunningham-Cole är representerad vid Kalmar konstmuseum.
Carl Cunningham-Coles dotter Rayna Sunshine Cunningham-Cole har efter faderns bortgång tagit över driften av barndomshemmet, ateljén och galleriet i Algutsboda.